# Сіробаба-Климко Віра Іванівна
Віра Іванівна Сіробаба-Климко (8 травня 1948, с. Вовнянка, Миргородський район, Полтавська область) — українська художниця-керамістка (фарфористка). Членкиня Національної спілки художників України (1988). Заслужена художниця України (2002). 

## Життєпис
Народилася в селі Вовнянка на Полтавщині.
1969 року закінчила Миргородський керамічний технікум ім. М. Гоголя (нині — Миргородський фаховий коледж імені Миколи Гоголя Національного університету «Полтавська політехніка імені Юрія Кондратюка»). Педагоги з фаху — Сергій Мисак, Віталій Ханко.
Працювала провідною художницею Сумського порцелянового заводу. Авторка унікальних сервізів, сувенірно-подарункових виробів, декоративних наборів, скульптурних композицій.
З 1972 року учасниця обласних, республіканських, всесоюзних художніх виставок.
Твори художниці зберігаються в музеях України та приватних колекціях.
Живе в місті Суми. Одружена з художником Миколою Сіробабою. 

## Вибрані твори
«Таємниці лісу» (1987), «Сива давнина» (1991), «Смута» (1992), «Тихий дзвін роси» (1995), «Ворожіння» (1998), чайно-десертний набір «У полоні часу» (2000). набір для пива «Лугові роси» (2002), «Мелодія дахів» (2002), «Легенди лісу» (2004), «Мандрівник» (2006).

## Музеї, в яких зберігаються твори майстрині
- Дирекція художніх виставок міністерства культури України.
- Львівська національна галерея мистецтв імені Бориса Возницького
- Миргородський краєзнавчий музей.
- Національний музей українського народного декоративного мистецтва (Київ).
- Музей сучасного мистецтва України (Київ).
- Одеський національний художній музей.
- Полтавський художній музей.
- Сумський обласний краєзнавчий музей.
- Сумський художній музей імені Никанора Онацького.
- Харківський художній музей.
- Чернігівський обласний художній музей імені Григорія Ґалаґана.

## Персональні виставки (разом з Миколою Сіробабою)
- 1994 — виставковий зал Національної спілки художників України, Київ (каталог).
- 1996 — Центральний будинок художника, Москва (каталог).
- 1998 — Миргородський краєзнавчий музей.
- 1999 — Фонд сприяння розвитку мистецтв, Київ.
- 2002 — Харківський художній музей.
- 2004 — Будинок художника Національної спілки художників України, Київ.
- 2005 — Музей українського народного декоративного мистецтва, Київ.
- 2009 — Полтавський художній музей[2].
- 2013 — Український фонд культури, Київ.
- 2014 — Будинок художника Національної спілки художників України, Київ[3].